# Weija Lacus
Il Weija Lacus è una struttura geologica della superficie di Titano.
La struttura prende il nome dalla diga di Weija situata sul fiume Densu, importante corso d'acqua che attraversa Accra, la capitale del Ghana.